# Schumannianthus
Schumannianthus là một chi thực vật có hoa trong họ Marantaceae.